# Zopfiella
Zopfiella is een geslacht van schimmels behorend tot de familie Lasiosphaeriaceae. Het geslacht werd voor het eerst in 1884 beschreven door de mycoloog Heinrich Georg Winter.

## Soorten
Volgens Index Fungorum heeft het geslacht 23 soorten (peildatum oktober 2020):
| Soortnaam                            | Auteur(s)                                  | Publicatiejaar |
| ------------------------------------ | ------------------------------------------ | -------------- |
| Zopfiella attenuata                  | Udagawa & Furuya                           | 1974           |
| Zopfiella cephalothecoidea           | Guarro, Abdullah, Al-Saadoon & Gené        | 1996           |
| Zopfiella ebriosa                    | Guarro, P.F. Cannon & Aa                   | 1991           |
| Zopfiella erostrata                  | (Griffiths) Udagawa & Furuya               | 1974           |
| Zopfiella flammifera                 | L.H. Huang                                 | 1973           |
| Zopfiella indica                     | Devadatha, Jeewon & V.V. Sarma             | 2019           |
| Zopfiella inermis                    | (Cailleux) Malloch & Cain                  | 1971           |
| Zopfiella karachiensis               | (S.I. Ahmed & Asad) Guarro                 | 1988           |
| Zopfiella latipes (Harig mestvaasje) | (N. Lundq.) Malloch & Cain                 | 1971           |
| Zopfiella leucotricha                | (Speg.) Malloch & Cain                     | 1971           |
| Zopfiella lundqvistii                | Shearer & J.L. Crane                       | 1978           |
| Zopfiella macrospora                 | Guarro & Calvo                             | 1983           |
| Zopfiella marina                     | Furuya & Udagawa                           | 1975           |
| Zopfiella neogenica                  | O'Keefe                                    | 2017           |
| Zopfiella ovina                      | (Udagawa) Guarro                           | 1988           |
| Zopfiella pilifera                   | Udagawa & Furuya                           | 1972           |
| Zopfiella pleuropora                 | Malloch & Cain                             | 1971           |
| Zopfiella submersa                   | Guarro, Al-Saadoon, Gené & Abdullah        | 1997           |
| Zopfiella tabulata                   | (Zopf) G. Winter                           | 1884           |
| Zopfiella tardifaciens               | (Udagawa) Guarro                           | 1988           |
| Zopfiella tetraspora                 | (J.N. Rai, Mukerji & J.P. Tewari) S. Ahmad | 1978           |
| Zopfiella tumescens                  | Trevis.                                    |                |
| Zopfiella udagawae                   | Guarro & Punsola                           | 1983           |